# ローラーポリス太陽刑事
『ローラーポリス太陽刑事』（ローラーポリスたいようデカ）は、古沢一誠原作、ほしの竜一作画による日本の漫画。『月刊コロコロコミック』（小学館）において、1983年1月号から1984年3月号にかけて連載された。単行本化は行われておらず、『熱血!!コロコロ伝説』Vol.4に第2話のみ掲載されている。

## 概要
ほしののデビュー作であり、以前からカットやイラストを描いていたほしのへ依頼される形で連載が開始された。小学生の少年が刑事として活躍する物語を通じ、少年の勇気と正義感を描くことを目指した作品。当時の『コロコロ』の編集方針は勢いを重視していたため、ほしのは本作を通じ、絵、構図、エピソードすべてにおいて、読者に対するインパクトのあるアピールを学んだという。
子供の憧れである刑事という職業に子供自身がなるという爽快感や、様々なハイテク装備によるヒーロー的な大活躍を特徴とする作品だが、楽しさのみならず、当初は秘密の存在とされていた少年刑事が中盤で公になり、警察が小学生に危険な捜査活動を行わせるとして世間から非難されるという、現実的な物語も描かれた。
なお、ほしのは本作以前に1977年にギャグ漫画を描いているが、そちらは本名名義であり、ほしの竜一名義でのデビュー作は本作とされている。
扉ページで明確な話数とサブタイトルが記述されたのは最初の2話だけである。以下、便宜上1983年 n 月号を第 n 話と見なして説明する。

## あらすじ
4年連続ローラースケートチャンピオンの小学生・大空 太陽（おおぞら たいよう）は、その腕を見込まれ、警視庁特捜研で開発されたエンジン付きローラースケート・ジェットローラーの乗り手としてスカウトされた。少年刑事となった太陽は様々なハイテク装備とともに、凶悪犯たちを相手に活躍を繰り広げる。

## 登場キャラクター
大空太陽（おおぞら たいよう）
ローラースケートで4年連続チャンピオンの腕を総監にプロ級と見込まれたことから、小学生ながらジェットローラーの乗り手に抜擢される。特別に警視正の階級が与えられているため、特捜研のある警視庁に出入りできる。当初は研究開発の協力だけが目的だったが、ジェットローラーでなければ解決困難な事件が発生したことから、結果的に警察手帳なども与えられ、「ローラーポリス」を名乗る刑事として活躍するようになる。刑事であることは秘密にするよう念を押されているが、本人は隠す様子も無く、クラスでは半ばヒーローを気取っていたほど。しかし大多数の人間は信じてくれなかったため、終盤まで大きな問題になることは無かった。主に警視庁の地下5階にある秘密サーキット場で訓練を行っており、後に縄錠・ジャイロジェット銃・ポリスリーダーといった追加装備を使いこなすようになる。
家族は両親のほかにひまわりという妹がいる。
第12話からは竜太（りゅうた）という暴走族風の男が部下となる。
石原総監
通称「ボス」。サングラスをかけたスキンヘッドのごつい男。警視庁特捜研に席を構える総監で、事件捜査の指揮を執るなどしている。終盤に太陽刑事の存在が世間の明るみに出た際には失職覚悟で太陽の出動を認めた理解者。犬嫌い。
水野（みずの）博士
通称「チーフ」。眼鏡をかけた長髪ぎみの女性。ジェットローラーの管理や整備を行う有能な技術者で、数々のハイテク装備を太陽に提供した。捜査では主に現場で後方支援を行っているが、太陽のサポートで最前線に出向くこともある。普段は温厚だが、たまにヒステリックな一面も見せる。
中沢めぐみ（なかざわ めぐみ）
太陽のクラスメートの少女。第1話で太陽は警視庁に出入りできる特権をめぐみにアピールしていたが、まだ警視庁で太陽の顔を知る者も少なく、信じてもらえなかった。その後めぐみは交通事故に遭い、太陽の活躍で輸血が間に合ったことから太陽刑事の秘密を知る仲間となる。
ブン太（ぶんた）
タラコ唇でケンカ趣味の少年。パチンコ屋の息子。第2話で刑事を気取る太陽をうそつき呼ばわりして子分風の連中と共にリンチを仕掛けるが、拳を交えた後にはまんざら嘘ではないことを感じ取ったかのような様子も見られた。その翌日に誘拐事件に遭ったことから実際に太陽刑事の活躍を目にし、秘密を知る仲間となる。第5話で暴走族に襲われて貯金を奪われた際には、太陽のことを同じ子どもの気持ちが分かる刑事として大きな信頼を寄せ、めぐみと共におとり捜査に協力した。

## 用語
特捜研（とくそうけん）
太陽の所属する、警視庁の一室にある部署。ボスを中心に事件の捜査が行われているほか、工作室を持ち、チーフによってハイテク装備の研究開発が行われている。通常の装備では解決困難な事件に対して出動を要請されることもある。最終回では世間からの非難が元で廃止となった。
実在の特捜研とは異なる。

### 装備・メカニック
アダム7（セブン）
特捜研が使用するスペシャルカー。ワゴン型の警察車両で、犯人追跡のコンピュータや警察無線を備える。太陽への指令もここから行っており、太陽は主に後部ドアから出動する。
ジェットローラー
エンジン付きのローラースケート。時速100kmをゆうに超えるスピードが出せる。当初はコントロールグリップで操縦していたが、後述の縄錠を使いはじめた頃（第3話）からグリップが描かれなくなっており、太陽は普通のローラーのように乗りこなすようになっていった。第11話で致命的なダメージを負って修理不可能となり、以降は主役マシンの座を後述のポリスリーダーに譲る。しかし最終回を翌月に控えた終盤になって唐突に復活を果たした。なおジェットローラーがリタイヤして以降も「ローラーポリス - 」という冠タイトルは変更されず、最終回までそのまま使われた。
スリングショット
子どもに銃を持たせるのは危険だというボスの判断により、太陽に与えられた武器。実戦で使われたのは第2話のみ。
縄錠（なわじょう）
武器を持った犯人に対抗するために第3話で太陽に与えられた、投げ縄と手錠を合わせたような道具。太陽の特別コーチとして招いた中国武術のチャン老師が考案したもの。離れた位置から犯人を足止めしたり、墜落時に手すりに引っ掛けてぶら下がったりと、ジャイロジェット銃が登場するまではたびたび使用された。
ジャイロジェット銃
銃を扱う犯人に対抗するために第7話で太陽に与えられた、小口径のロケット銃。「ジャイロ銃」や「ジェットガン」と略されることもある。弾自体が随時加速していくロケット式であるうえに、銃身にガスの噴気孔（煙道）も備えているため、射出時の反動がほとんど無いことが特徴。その反面、ロケット弾が小さい分だけ射程距離が短く、約20メートルが限度。銃と言っても物理的に相手を殺傷するような描写は無く、弾に様々な仕掛けを込めることで使用された。主として300Vの電気で相手を10分間麻痺させるというショック弾（ジャイロジェットショック、ジェットショックとも）が使われたほか、催涙弾、麻酔弾に換装する場面も見られた。
ポリスリーダー
リタイヤしたジェットローラーに代わり、第11話で実験段階ながら実戦投入された太陽専用白バイ。ポケバイのようなミニバイクで、防弾フルフェアリングと高性能ジェットターボのエンジンを備える。そのパワーは犯人にナナハン並みと言わしめたほどで、マシンガンやショットガンの銃弾にもビクともしなかった。連載終盤ではジェットローラーがほとんど登場しなくなり、ポリスリーダーによるバイクアクションが見せ場となっていった。